# Абот Бархе, Эсперанса
Эсперанса Абот Бархе (исп. Esperanza Abot Barge; 1886, Уэльва, Андалусия — 19 апреля 1961) — испанская художница-импрессионистка.

## Биография
Родилась в Уэльве в семье французского предпринимателя, владевшего несколькими концессиями по добыче полезных ископаемых в Андевало. Детство и юность она провела в Париже, где обучалась рисованию в среде художников-импрессионистов. В 1919 году вернулась в свой родной город, где оставалась даже во время гражданской войны. Она создавала преимущественно пейзажи и натюрморты в импрессионистском стиле с элементами клуазонизма. Её вклад в искусство был обделён вниманием широкой публики, но получил признание со стороны директора Музея изящных искусств Уэльвы Хосе Пабло Мартинеса Кото, поэтов Адриано дель Валье, Рохелио Буэндии и художников Мануэля Морено Диаса и Матео Ордуньи.

## Список работ
- Mi madre (1916)
- Patio (1927)
- Paisaje del Conquero (1933)
- Ronda (1945)
- Adelfas (1948)
- Bodegón (1952)
- Nocturno (1960)